# 明母
明母（白一平轉寫：m-）是中古漢語的一個聲母，屬脣音幫組，次濁聲母。該聲母沒有開合口對立，可與所有四個等配合。

## 擬音
由於在大多數漢語族語言、域外方音和對音中，明母的大多數字對應雙脣鼻音[m]，因此音韻學界一致同意將明母擬爲[m]。
| 聲母 | 高本漢 | 李方桂 | 陸志韋 | 王力 | 周法高 | 李榮 | 邵榮芬 | 蒲立本 | 董同龢 | 鄭張尚芳 | 潘悟雲 | 《廣韻》字數 |
| ---- | ------ | ------ | ------ | ---- | ------ | ---- | ------ | ------ | ------ | -------- | ------ | ------------ |
| 明   | m      | m      | m(mʷ)  | m    | m      | m    | m      | m      | m      | m        | m      | 1109         |

## 上古來源
大多數學者皆認為明母來自於上古漢語的[m]輔音，從上古至中古並無重大變化。

## 各家分類
| 唐守溫三十字母 | 宋三十六字母 | 陳澧   | 曾運乾 | 白涤洲 | 李榮 | 周法高 |
| -------------- | ------------ | ------ | ------ | ------ | ---- | ------ |
| 明             | 明、微       | 明、微 | 莫、武 | 莫、武 | 明   | 明     |

## 例字
| 等   | 例字                                                                          |
| ---- | ----------------------------------------------------------------------------- |
| 一等 | 毛 maw、母 muwX、妹 mwojH、沒 mwot                                            |
| 二等 | 埋 meaj、猛 maengX、慢 maenH、麥 meak                                         |
| 三等 | 謀 mjuw、尾 mj+jX、問 mjunH、目 mjuwk、名 mjieng、美 mijX、繆 mjiwH、滅 mjiet |
| 四等 | 眠 men、酩 mengX、麪 menH、覓 mek                                             |

## 現代方言、語言中的讀音
在相當多的方言中，脣音三等字的一部分（有些學者認爲是合口字，還有學者認爲是主要元音爲後元音，或者由於某些介音）轉變爲脣齒音。音韻學上稱這部分字爲輕脣音，而仍保持雙脣音發音的字爲重脣音。在三十六字母中，《切韻》系統中明母的重脣音仍稱明母，而輕脣音稱微母。同幫、滂、並三母比較，明母輕脣化的字較少，如北京音系中東韻三等、鍾韻和尤韻字，在幫、滂、並母讀輕脣，而明母爲重脣。而在廣州話中，儘管幫、滂、並母有輕脣字，明母全部爲重脣。
在粵語廣州話中，明母字全部讀粵拼m [m]，如“慢”（中古漢語 maenH，二等字，北京音系重脣）和“萬”（中古漢語 mjonH，三等字，三十六字母屬微母）同音，皆爲[ma:n²²]。而在台山話等四邑方言中，明母字去鼻音化，成為略帶鼻音的雙唇濁塞音[mb]。
在大多數吳語中，明母字重脣讀[m]，微母文讀爲脣齒濁擦音[v]，同奉母，而微母白讀字（不斷退化中）仍讀[m]。
在北京音系中，明母重脣字爲普拼m [m]（上表例字除尾、問二字），輕脣字（微母）爲普拼w [w]或脣齒通音[ʋ]。有證據顯示，在近代漢語早期，如元代的《中原音韻》音系中，微母發音爲[v]，不同於零聲母合口字的[w]，以後二者合併，又在北京話中根據韻母性質重新分化。多數漢語官話方言的輕重脣分化情況類似北京音系。
多數閩語、客語如同廣州話，皆保持[m]輔音。閩南語的情況較為特別，大部分明母字去鼻音化變成了雙唇濁塞音[b]，但在鼻化韻和其他少數字依然保持[m]，例如"馬"[ma](文讀，可比較其白讀念法[be])。這種情況尚可見於晉語，此外，根據敦煌出土的藏文文獻所記載的西北方音中，明母字亦有塞音化的現象。

## 域外方音
在朝鲜语中無脣齒音，明母字發音均爲雙脣音ㅁ[m]。
在日語明母字不分輕重脣，吳音仍爲ま行[m]，而在漢音中塞化爲ば行[b]。
在越南語中明母字多數保持爲m [m]，微母字爲輕脣音v [v]，同云母合口，如“文”（中古漢語 mjun，văn），而重紐四等字變爲d [z]，如“民”（中古漢語 mjin，dân）。